# Anomala carinifrons
Anomala carinifrons är en skalbaggsart som beskrevs av Bates 1888. Anomala carinifrons ingår i släktet Anomala och familjen Rutelidae. Inga underarter finns listade i Catalogue of Life.